# راسنیت
راسنیت (به انگلیسی: Rosneath) یک روستا در بریتانیا است که در آرگایل و بوت واقع شده‌است. راسنیت ۹۳۱ نفر جمعیت دارد.